# Txema Guijarro García
Txema Guijarro Garcia (Madrid, 15 d'abril de 1975) és un economista i polític espanyol, diputat al Congrés dels Diputats en la XI i XII legislatures.
És llicenciat en economia per la Universitat Autònoma de Madrid. És especialista en sociologia del consum i recerca de mercats a la Universitat Complutense de Madrid. Ha estat assessor del departament de recerca de mercats de Telefónica.
Membre de la Fundació Centro de Estudios Políticos y Sociales, durant vuit anys va col·laborar amb el govern de Rafael Correa de l'Equador primer com a assessor i després com a sotssecretari (viceministre) del Ministeri d'Exteriors per a les regions d'Àfrica, Àsia i Oceania. I des de 2008 ha estat analista d'opinió pública a través de sondejos del president del Paraguai, Fernando Lugo; del president d'El Salvador, Mauricio Funes; el ministre de Veneçuela, Jesse Chacón Escamillo; i el candidat de l'esquerra xilena Marco Enríquez-Ominami.
Integrat en la candidatura Compromís-Podemos-És el moment, fou elegit diputat per la Circumscripció de València a les eleccions generals espanyoles de 2015 i per la d'Alacant en les de 2016. Després que a les eleccions al Parlament Europeu de 2024 la coalició Sumar només va obtenir tres escons, la coordinadora Yolanda Díaz de Moviment Sumar va dimitir el 10 de juny, i el 13 de juny fou nomenada una direcció col·legiada formada per Lara Hernández, Elizabeth Duval, Rosa Martínez i Txema Guijarro.